# Strabomantis necerus
Strabomantis necerus är en groddjursart som först beskrevs av Lynch 1975.  Strabomantis necerus ingår i släktet Strabomantis och familjen Strabomantidae. IUCN kategoriserar arten globalt som sårbar. Inga underarter finns listade i Catalogue of Life.